# Esztergom–Almásfüzitő-vasútvonal
A 4-es számú Esztergom–Almásfüzitő[–Komárom]-vasútvonal egy 42 kilométer hosszú egyvágányú, nem villamosított mellékvonal az Észak-Dunántúlon. A Gerecse hegyvidékét észak felől megkerülő vasút egyben elsődleges árvízi védvonal a Duna jobb partja mentén.
Bár a vonal nyugati végállomása formálisan Almásfüzitő, forgalmi szempontból a vonal valódi nyugati végállomása mégis Komáromban van, mivel a vonatok többsége Esztergomtól Komáromig, illetve Komáromtól Esztergomig közlekedik. Almásfüzitő és Komárom között a Budapest–Hegyeshalom–Rajka-vasútvonal vágányain közlekednek a vonatok.
Nem csupán hivatásforgalmi, hanem turisztikai szempontból is fontos jelentőségű vasútvonal, mivel csaknem végig a Duna mentén halad, így a vonatokról impozáns látvány nyílik a folyóra és a Duna szlovákiai oldalára; emellett Komárom-Esztergom vármegye turisztikailag is fontos két városát, Esztergomot és Komáromot is el lehet rajta érni.
Az Esztergom–Almásfüzitő[–Komárom]-vasútvonal menetrendje innen érhető el.

## Története
1891. november 28-án adták át, és november 29-én indult meg a forgalom rajta. Az Esztergomi és az Almásfüzitői állomásokon 1991 óta emléktáblák jelzik, hogy a vonal 100 esztendős. 2006-ig a MÁV 4-es számú vonala, majd két évig a Budapest–Esztergom-vasútvonallal együtt a 2-es menetrendi mező része (2b) volt. A 2008-as téli menetrendváltástól a szüneteltetésig a 3-as számot viselte. Ma ismét 4-es számmal találhatjuk meg a menetrendben.
A 2009-es vasútbezárások ezt a vonalat is érintették: a személyszállítás 2009. december 13-ától, a 2009/2010. évi menetrendváltással megszűnt, később azonban a döntéshozók jobb belátásra tértek: 2010. december 12-én, a 2010/2011. évi menetrendváltással újraindult a vasúti személyszállítás a vonalon.

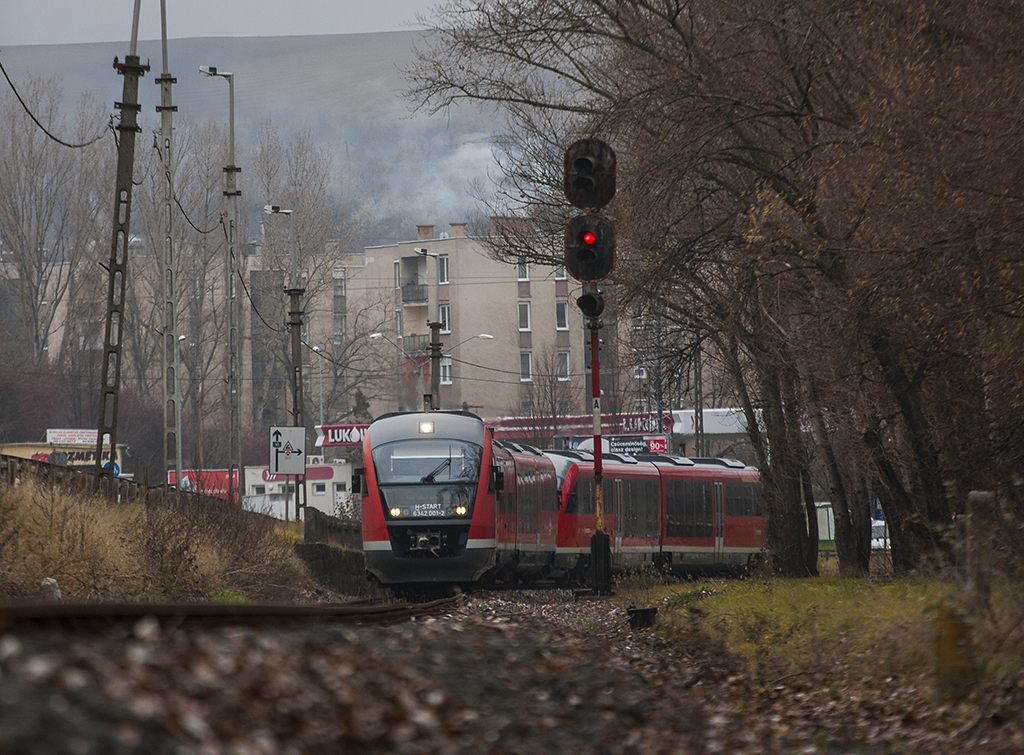
Személyvonat halad Lábatlan közelében

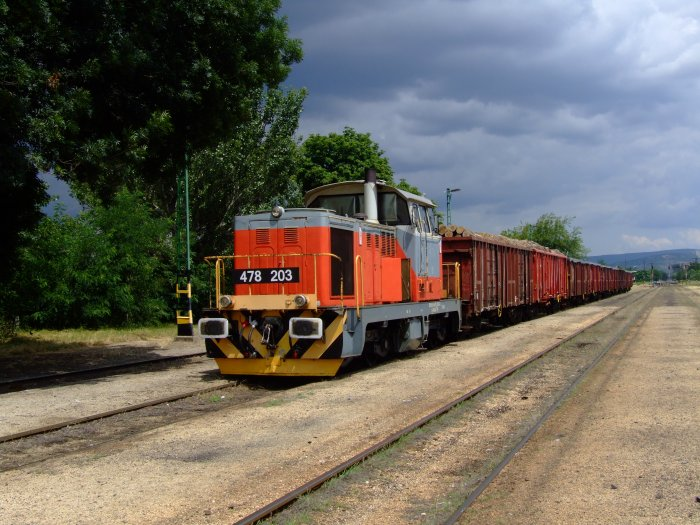
Csomóponti kiszolgáló tehervonat

## Pálya

### Biztosítóberendezés[4]
| Állomás             | Biztosítóberendezés |
| ------------------- | ------------------- |
| Esztergom           | D55                 |
| Esztergom-Kertváros | D55                 |
| Tokod               | Siemens-Halske      |
| Nyergesújfalu       | ECM Szovjet         |
| Lábatlan            | ECM Szovjet         |
| Süttő               | ECM Szovjet         |
| Neszmély            | ECM Szovjet         |
| Almásfüzitő         | D55 & Elektra 1     |

### Sebesség
| Vonalszakasz        | Vonalszakasz        | Hossz (km) | Maximális sebesség (km/h) |
| ------------------- | ------------------- | ---------- | ------------------------- |
| Esztergom           | Esztergom-Kertváros | 4          | 100                       |
| Esztergom-Kertváros | Nyergesújfalu       | 14         | 50                        |
| Nyergesújfalu       | Almásfüzitő         | 24         | 40                        |
| Almásfüzitő         | Almásfüzitő felső   | 3          | 160                       |
| Almásfüzitő felső   | Komárom             | 8          | 120                       |

## Forgalom
- A teherforgalom jelentős: a múltban a vonal menti gyárak, a jelentben az esztergomi Magyar Suzuki Zrt. feladása képezi a szállítmányok nagy részét.
- A 2021/22-es menetrendváltással életbe lépett egy bővített menetrend. Ettől kezdve jelentősen javult a vonal személyvonati közlekedése, a 2012-es járatritkítás óta érvényben lévő 1-2 vonatpáros „alibimenetrendekhez” képest.
- Egy évvel később, 2022. decemberétől további módosításokat eszközöltek. Hétköznapokon 9 vonatpár közlekedik, a következők szerint:
  - 5 pár Esztergom – Komárom
  - 3 pár Esztergom – Lábatlan
  - és 1 pár Esztergom – Süttő között.

A hétvégi, és ünnepnapi közlekedési rendben pedig négy vonatpár szerepel, melyekből 3 közlekedik Esztergom – Almásfüzitő, 1 pedig Esztergom – Komárom viszonylatban.

## Járművek
- Személyforgalom: MÁV-Start Bzmot motorvonat
- Teherforgalom: DB Schenker Rail 469 mozdony(ok) + teherkocsi(k)

## Állomások galériája

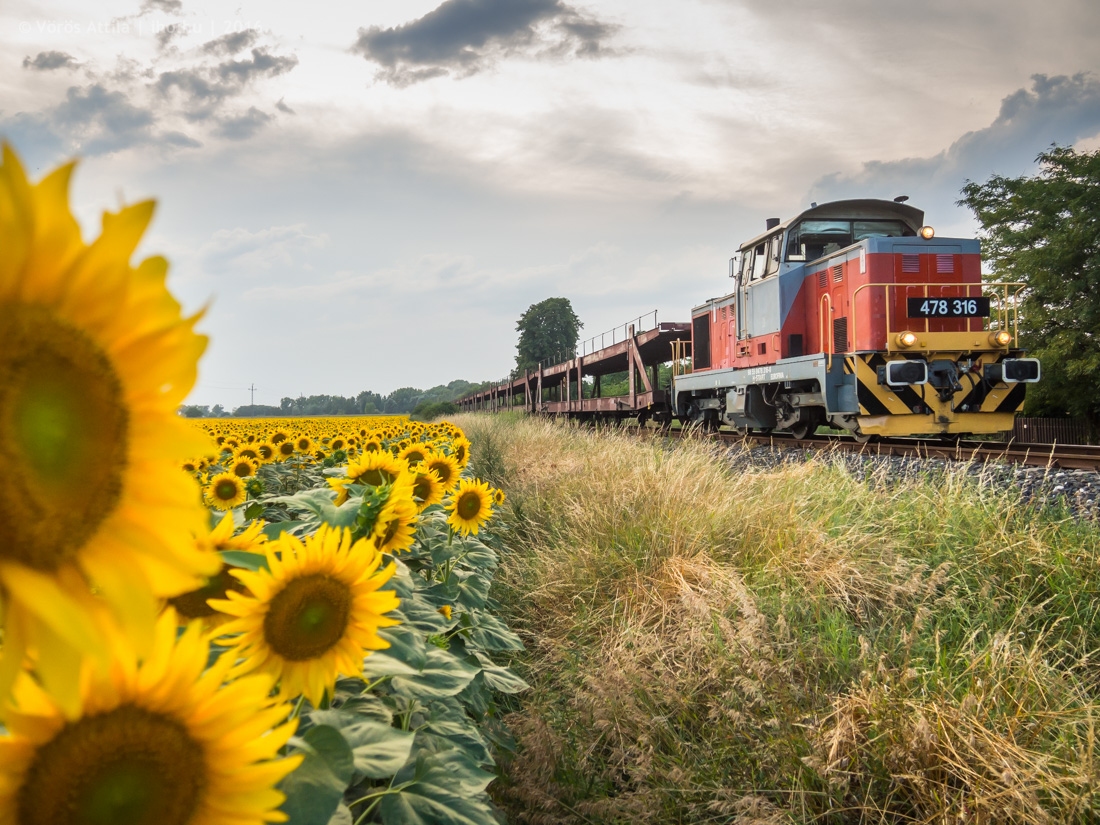
Suzuki tehervonat Tát előtt

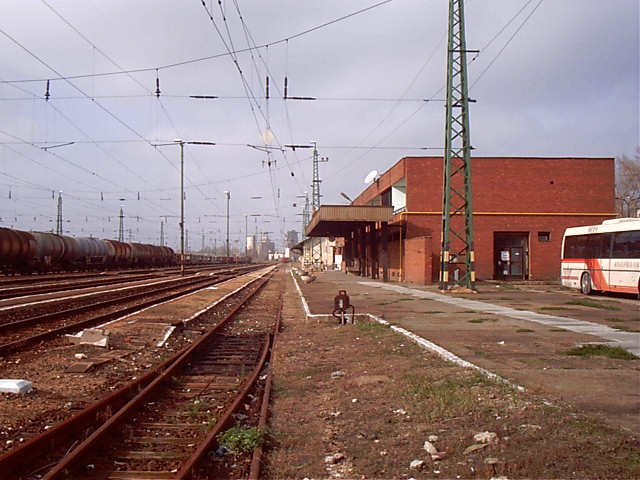
Almásfüzitő állomás
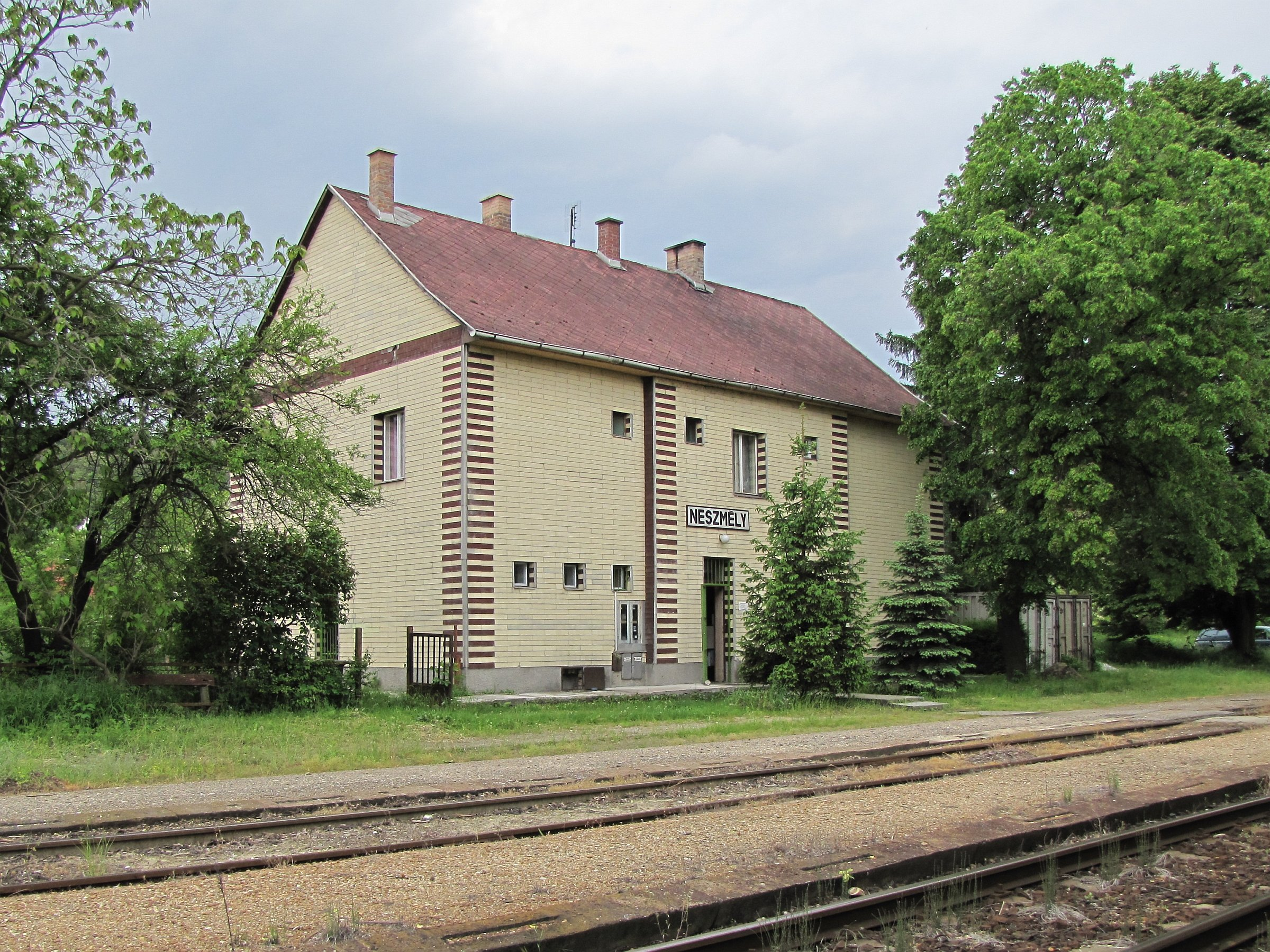
Neszmély állomás
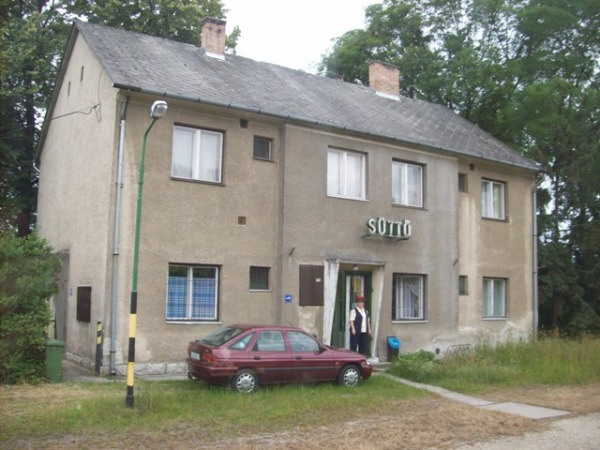
Süttő állomás
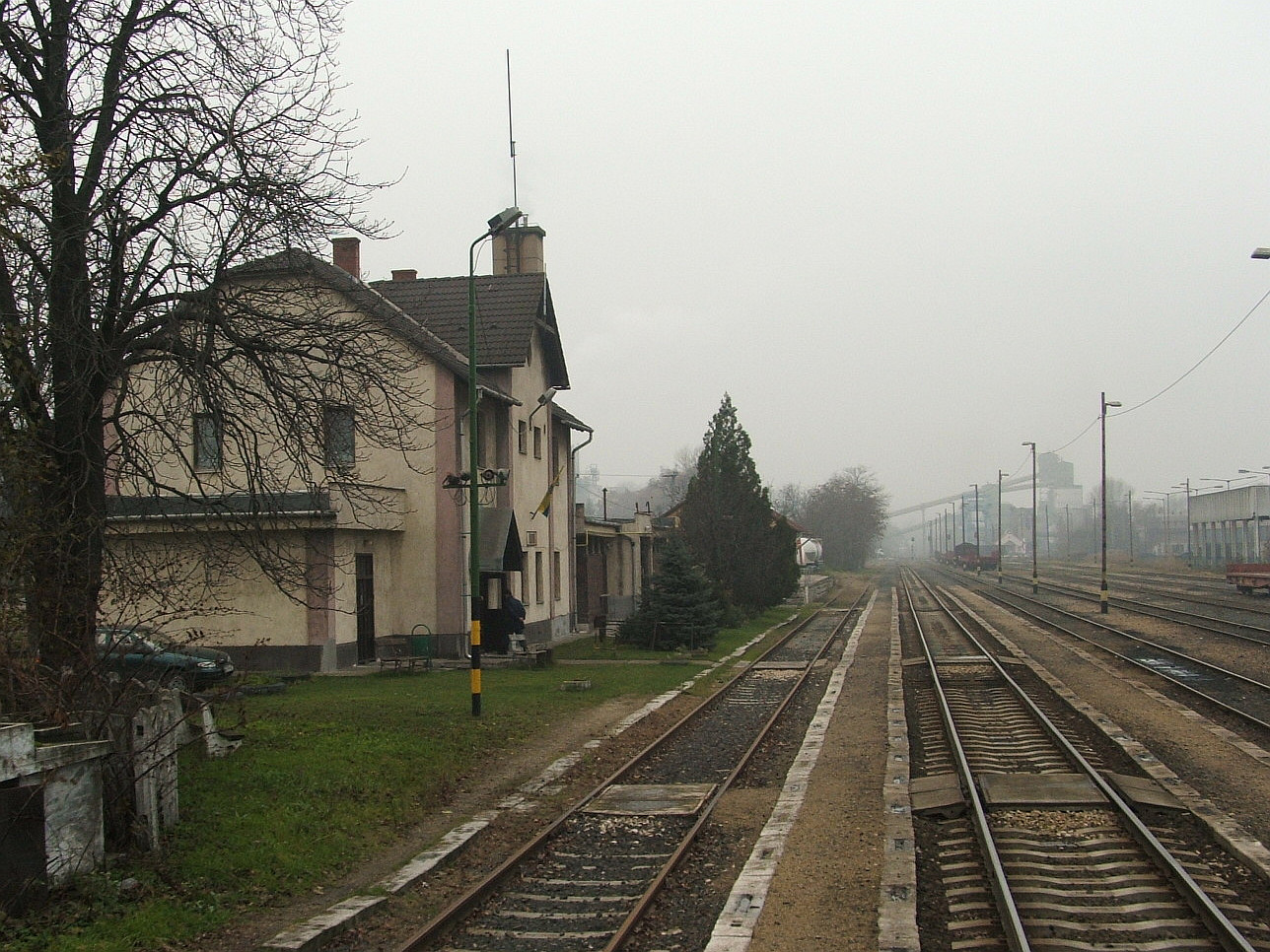
Lábatlan állomás
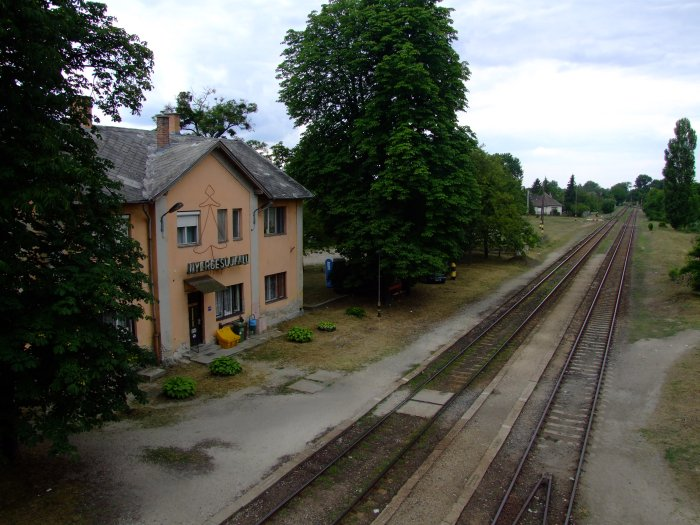
Nyergesújfalu állomás
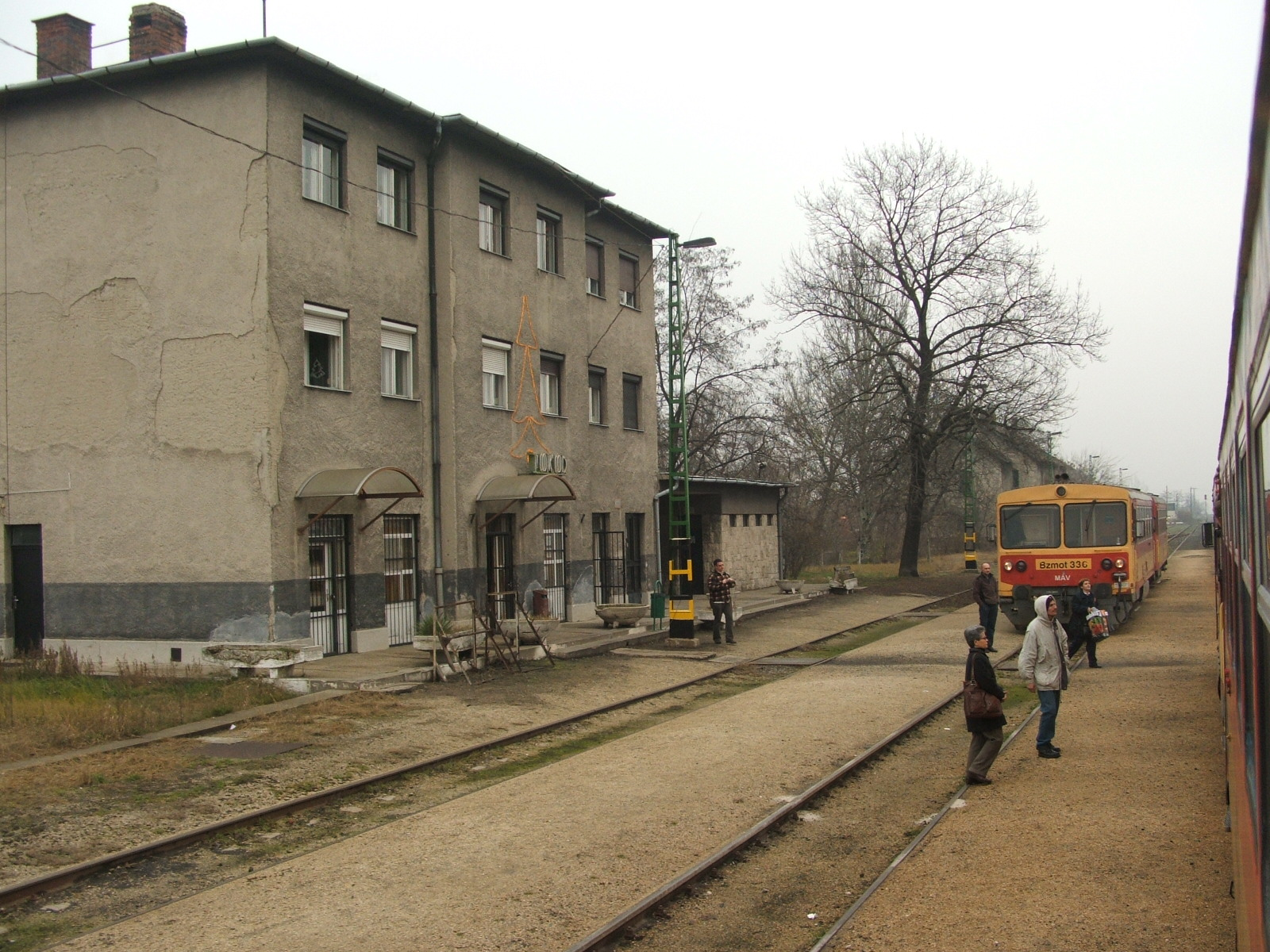
Tokod állomás
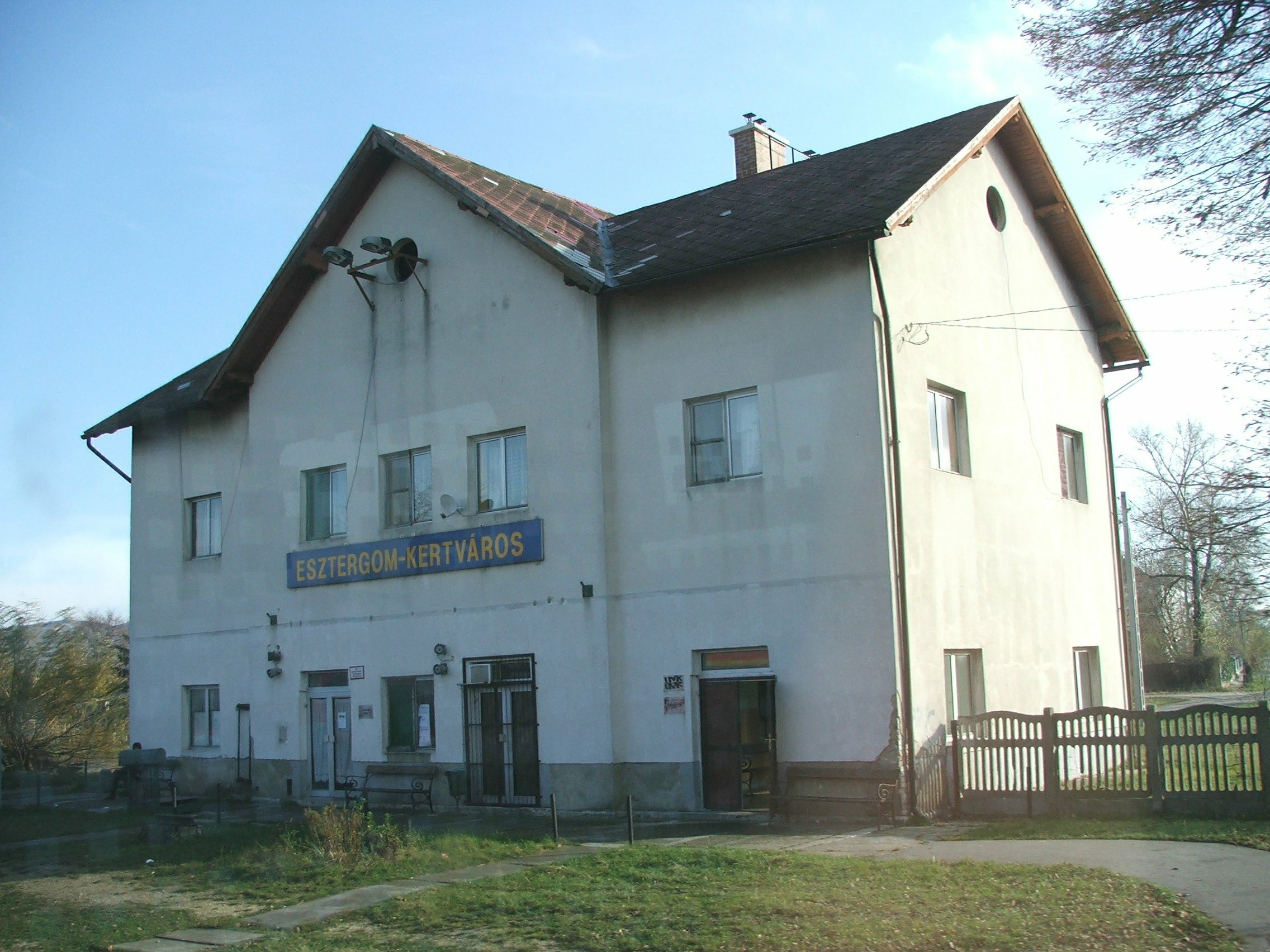
Esztergom-Kertváros állomás
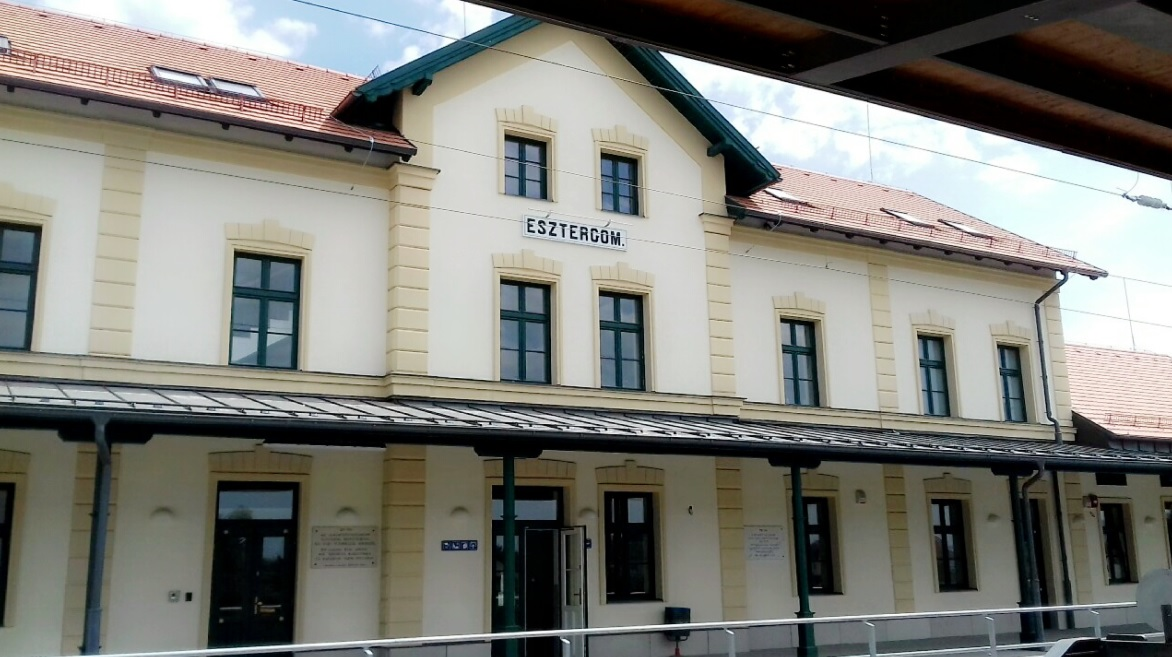
Esztergom állomás

## Képek a vonalról

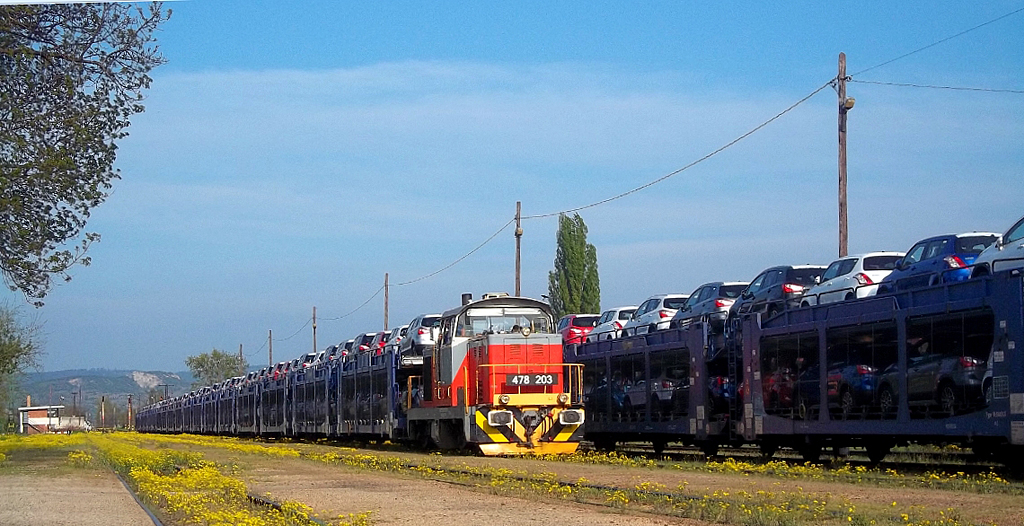
Suzuki tehervonat Tokodon
Emléktábla Esztergomban

## Járatok
A lista a 2022-2023-as menetrend adatait tartalmazza.
| Vonat          | Útvonal                 |
| személyvonatok | személyvonatok          |
| -------------- | ----------------------- |
| S74            | Komárom – Esztergom     |
| S74            | Almásfüzitő – Esztergom |
| S74            | Süttő – Esztergom       |
| S74            | Lábatlan – Esztergom    |